# Кавалијери (Терамо)
Кавалијери (итал. Cavalieri) је насеље у Италији у округу Терамо, региону Абруцо.
Према процени из 2011. у насељу је живело 179 становника. Насеље се налази на надморској висини од 234 м.